# Septina

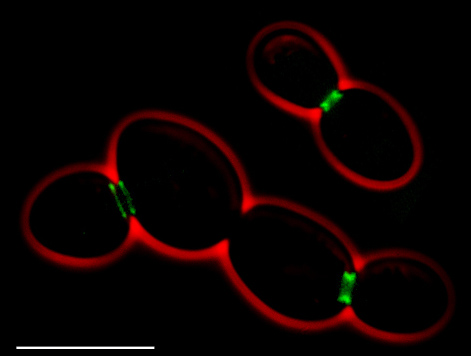
Septinas em Saccharomyces cerevisiae (micrografia em fluorescência)
• Em verde: septinas (AgSEP7-GFP)
• Em vermelho: contorno da célula
• Barra de escala: 10 μm

Septinas são proteínas que atuam no estágio final da divisão celular. Foram descobertas em 1970 por Leland H. Hartwell em estudos de fungos na fase da citocinese. O radical "sept" foi adotado para lembrar a formação do septo, que faz o estrangulamento no final da divisão, separando em duas partes o conteúdo citoplasmático. Resultados laboratoriais revelaram quatro mutantes que impediam a ocorrência natural da citocinese a certas temperaturas. Os genes correspondentes representam as quatro primeiras septinas, ScCDC3, ScCDC10, ScCDC11 e ScCDC12.
A sigla "ScCDC" refere-se ao fungo usado nas experiências, Sc – Saccharomyces cerevisiae. As letras CDC significam "Cell Division Cycle" (Ciclo da Divisão Celular), e tornou-se um código para diversas proteínas detectadas nas investigações do grupo de Leland; a significância e a quantidade de novas descobertas deste trabalho renderam a este célebre cientista, juntamente com Paul Nurse e Tim Hunt, o Prêmio Nobel de Fisiologia em 2001. No caso especial de septinas humanas e de peixes, popularizou-se uma nova nomenclatura, com todas as letras maiúsculas: SEPT1, SEPT2, SEPT3, ..., SEPT14, e assim sucessivamente, conforme novas forem descobertas.
As septinas se organizam em filamentos e também como um grande anel, cujo diâmetro diminui gradualmente, espremendo a célula. A mitose estará concluída quando o diâmetro do anel de septinas se tornar tão pequeno que cada célula filha possuirá sua própria membrana plasmática. Já não se fala mais em um citoplasma, mas dois, totalmente separados pela fronteira membranar recém-criada. Neste momento, as septinas se desorganizam, se desfazem e são digeridas. Os aminoácidos são reciclados.
Diversas outras funções foram associadas a septinas. Notava-se que, embora houvesse certa diversidade funcional delas, uma característica parecia estar sempre presente: em todas as observações, elas formavam complexos filamentares que impediam a mistura de conteúdos. Em outras palavras, elas participavam da criação de divisores de ambientes, membranas. É o caso da citocinese, da exocitose e da esporulação. Mais recentemente, septinas foram identificadas no tecido cerebral humano. O assunto é de crescente interesse na comunidade científica, já que septinas foram incluídas no grupo de proteínas que sofrem mutações em causa ou consequência de doenças neurodegenerativas, como Alzheimer e Parkinson, além de alguns tipos de câncer e infertilidade masculina.

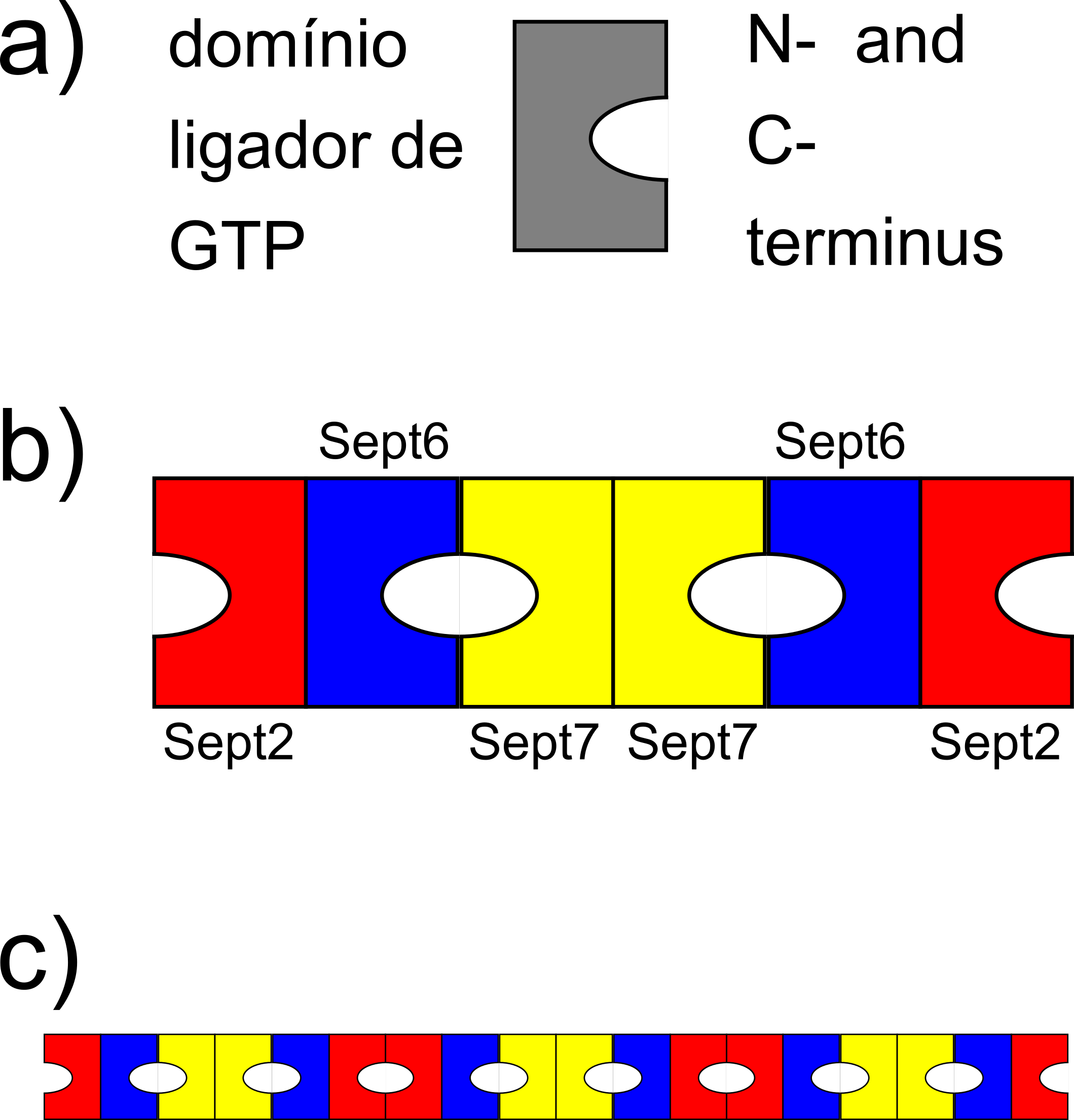
Estrutura e oligomerização de septinas. a) Septinas contém uma região N-terminal, um domínio ligador de GTP e uma região C-terminal que usualmente contém sequências coiled coil. b) Hexâmero formado pelas septinas 2, 6 e 7 com ordem corrigida. c) Oligômeros se ligam ponta-a-ponta para formar filamentos lineares que, por sua vez, se juntam para formar estruturas de mais alta ordem.

O genoma humano indica a presença de pelo menos treze genes que codificam septinas. As proteínas produzidas por esses treze genes são agrupadas por homologia de sequência em quatro subgrupos, cada um denominado pela septina fundadora do grupo: (i) SEPT2 (SEPT1, SEPT4, SEPT5), (ii) SEPT3 (SEPT9, SEPT12), (iii) SEPT6 (SEPT8, SEPT10, SEPT11, SEPT14), e (iv) SEPT7. Grande maioria delas têm partes de suas estruturas cristalográficas depositadas no "PDB" e somente duas (SEPT10 e SEPT14) não possuem estrutura elucidada. Uma septina humana pode ser dividida em três regiões bem definidas: o N-terminal, o domínio ligador de GTP e o C-terminal (que contém sequências coiled coil). Membros do subgrupo SEPT6 são os únicos que não apresentam atividade GTPase. Apesar da maioria dos cristais obtidos sejam do domínio ligador de GTP, algumas estruturas dos domínios C-terminais também estão disponíveis.
A septina 2 forma homodímeros e foi estudada inicialmente por dois grupos de cientistas, usando difração de raios X. Na Universidade de Oklahoma, Estados Unidos, Wael M. Rabeh e colaboradores obtiveram resolução de 2,6 Å. No Instituto Max Planck em Dortmund, Alemanha, Minhajuddin Sirajuddin et al. conseguiram resolução de 3,4 Å. Estes últimos também apresentaram um heterotrímero formado pelas septinas 2, 6 e 7, com resolução de 4,0 Å, conforme publicação da revista Nature.
Uma septina de subgrupos diferentes se juntam de forma organizada, criando um complexo linear simétrico. Esse complexo em humanos pode ser hetero-hexamérico (6 subunidades; uma septina de três subgrupos diferentes, com duas cópias cada) ou hetero-octamérico (8 subunidades; quando um membro do subgrupo SEPT3 é incluído) e é a estrutura básica na formação de filamentos. Mais recentemente foi corrigida a ordem das subunidades de septina: SEPT2-SEPT6-SEPT7-SEPT3-SEPT3-SEPT7-SEPT6-SEPT2 ou SEPT2-SEPT6-SEPT7-SEPT7-SEPT6-SEPT2 no caso de complexos hexaméricos (antes acreditava-se que a ordem seria SEPT7-SEPT6-SEPT2-SEPT2-SEPT6-SEPT7). Filamentos longos são então formados, através da polimerização ponta-a-ponta desses complexos hetero-oligoméricos.
No Brasil, há um grupo de pesquisa sobre septinas, sediado no Instituto de Física de São Carlos (USP). Os primeiros estudos foram conduzidos pelo Centro de Biotecnologia Molecular e Estrutural (CBME), um dos primeiros projetos de inovação e difusão criados pela FAPESP cujas atividades iniciaram em 2001. O grupo sãocarlense, coordenado pelo Prof. Dr. Richard Charles Garratt, elucidou a maioria das estruturas de septinas disponível até hoje, inclusive septinas de outros organismos como Schistosoma mansoni, Chlamydomonas reinhardtii e Drosophila melanogaster . Recentemente, também no Instituto de Física de São Carlos, foram resolvidas as estruturas da região coiled coil da septina 4 e do domínio GTPase da septina 7, com resoluções de 1,35 e 1,74 Å, respectivamente. Estas são as melhores resoluções obtidas para septinas até hoje.